# Arcones
Arcones  es un municipio y localidad española de la provincia de Segovia, en la comunidad autónoma de Castilla y León. Cuenta con una población de 180 habitantes (INE 2024).

## Toponimia
Su nombre proviene del latín arcone que significa límite o mojón.
La primera vez que se conoce una mención de Archones con este nombre, corresponde a un documento eclesiástico escrito del Archivo Catedralicio de Segovia, data del 1 de junio de 1247, como consecuencia de las relaciones de préstamo efectuadas por la mesa episcopal y por la de los canónigos a los colonos que trabajan las tierras propiedad de la Iglesia.

## Geografía
Al abrigo del alto de Peña Quemada (1833 m) y junto a la carretera N-110, que va de Soria a Plasencia, Arcones vive a medio camino del turismo rural, del sector servicios y de la ganadería que durante siglos ha convivido con sus habitantes.
Conforman este municipio los barrios de:
- Arconcillos (a 200 metros al NO)
- Huerta (a 1,7 kilómetros al N)
- Castillejo (a 200 metros al S)
- La Mata (300 metros al S)
- Colladillo (2200 metros al O). Este último perteneció anteriormente a Matabuena.

Pero también hubo otras pequeñas poblaciones en el lugar como La Anduela, donde aún existe una fuente. La leyenda dice que desapareció al introducirse una salamanquesa en el agua de los invitados cuando se celebraba una boda. La Nava y la Vega del Alamillo tienen aún algunos restos de construcciones.
Desde lo más alto, en el puerto de Peña Quemada, nace el río del Pontón (afluente del rio Cega), que pudo llamarse antes Monicio, y destacaba porque no resulta accesible el lugar de su nacimiento. Tras ser utilizadas sus aguas por el Molino del Monte 41°07′35.4″N 3°42′23.6″O / 41.126500, -3.706556 de finales del XVIII sito en el margen izquierdo del río San Juan, vuelve a ocultarse. Su orografía hace disponer de abundante agua habitualmente. En otro tiempo tenía fama la fuente del Cubillo, a la que se le han atribuido propiedades minerales.
El Molino de Arcones 41°06′52″N 3°43′32″O / 41.11444, -3.72556, sito en Castillejo, funcionaba con energía eléctrica.
Los pastos de las laderas generaban abundante actividad ganadera y también cinegética. Precisamente ésta es una de los principales atracciones que siguen manteniéndose hoy. Su escasa agricultura se dedicaba al lino y a producir algunas legumbres.
Destaca en la tradición gastronómica la elaboración de la caldereta, un guiso de cordero que debieron tomar de los pastores que transitaban por la zona, por donde transcurre la Cañada Real Soriana Occidental, que discurre a lo largo de la falda de la Sierra.

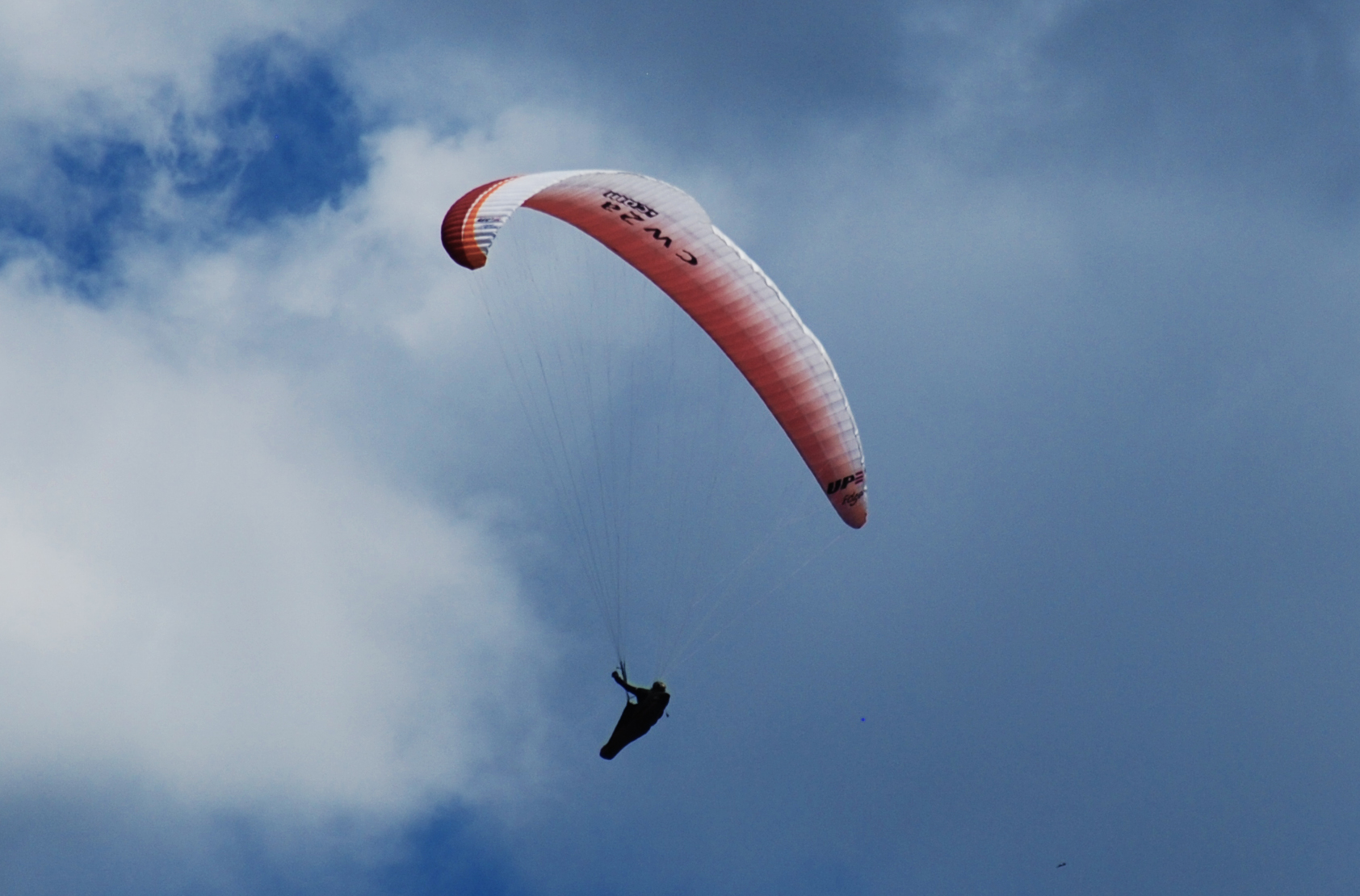
Parapente en Arcones
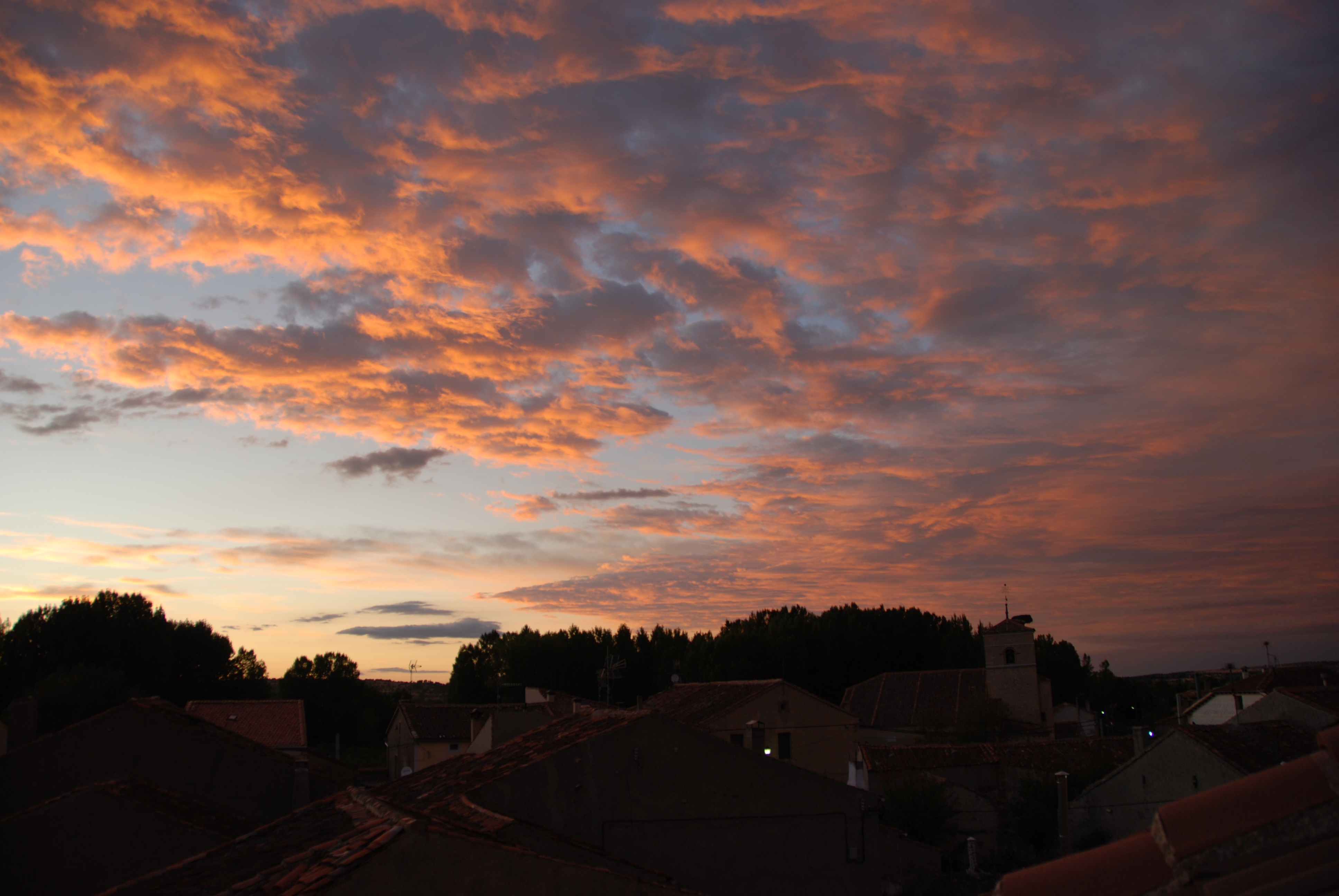
Atardecer en Arcones
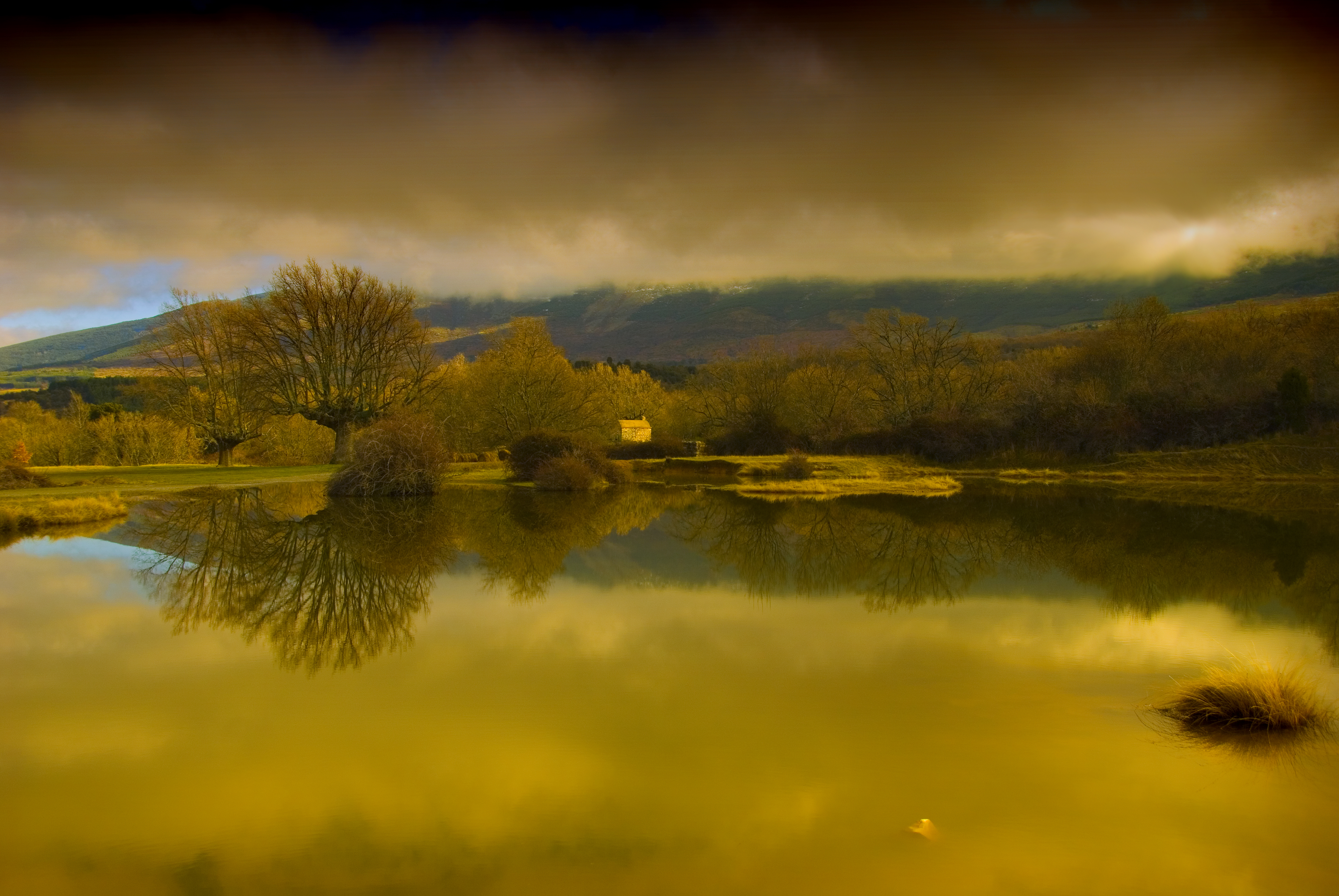
Dehesa de Arcones
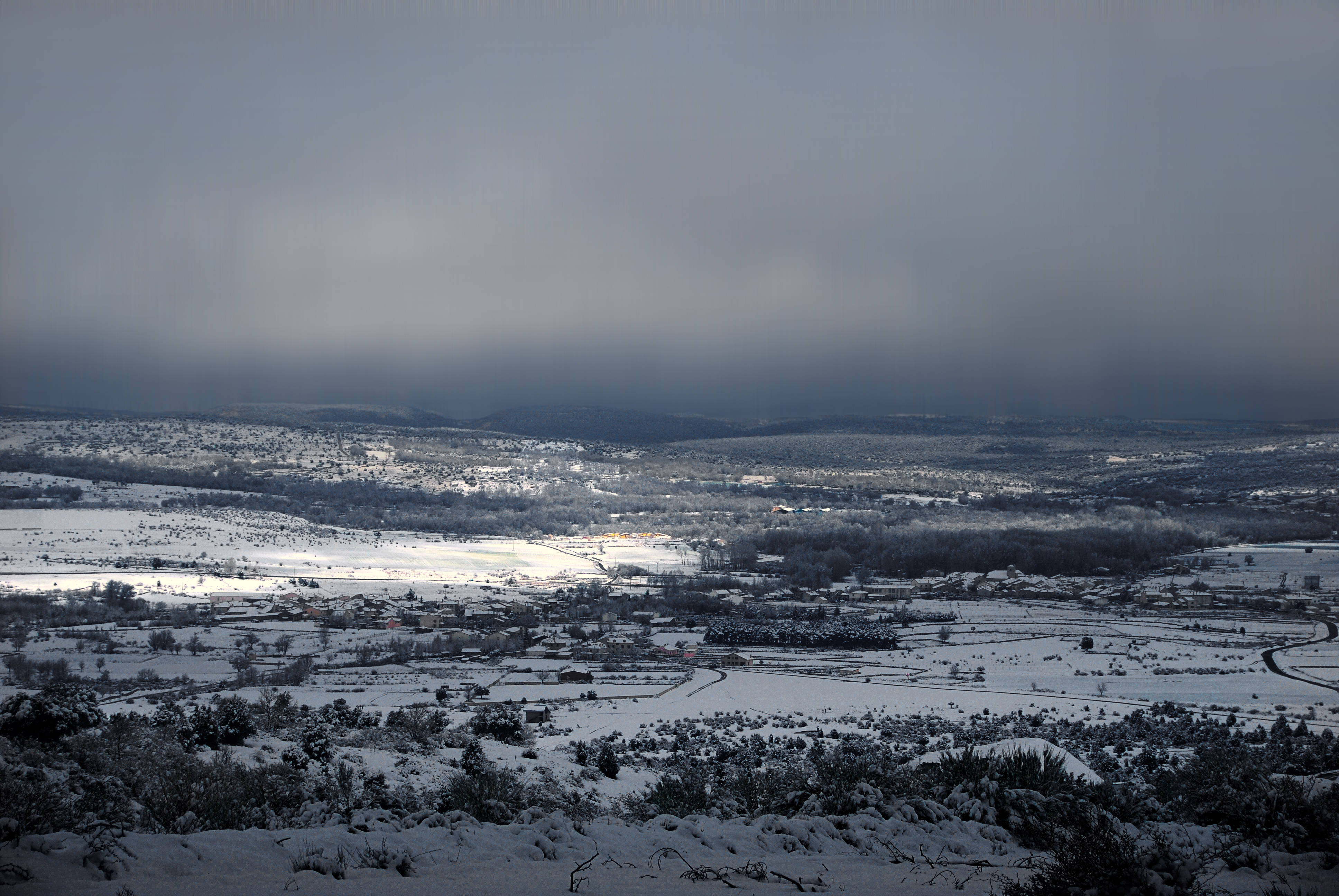
Arcones nevado
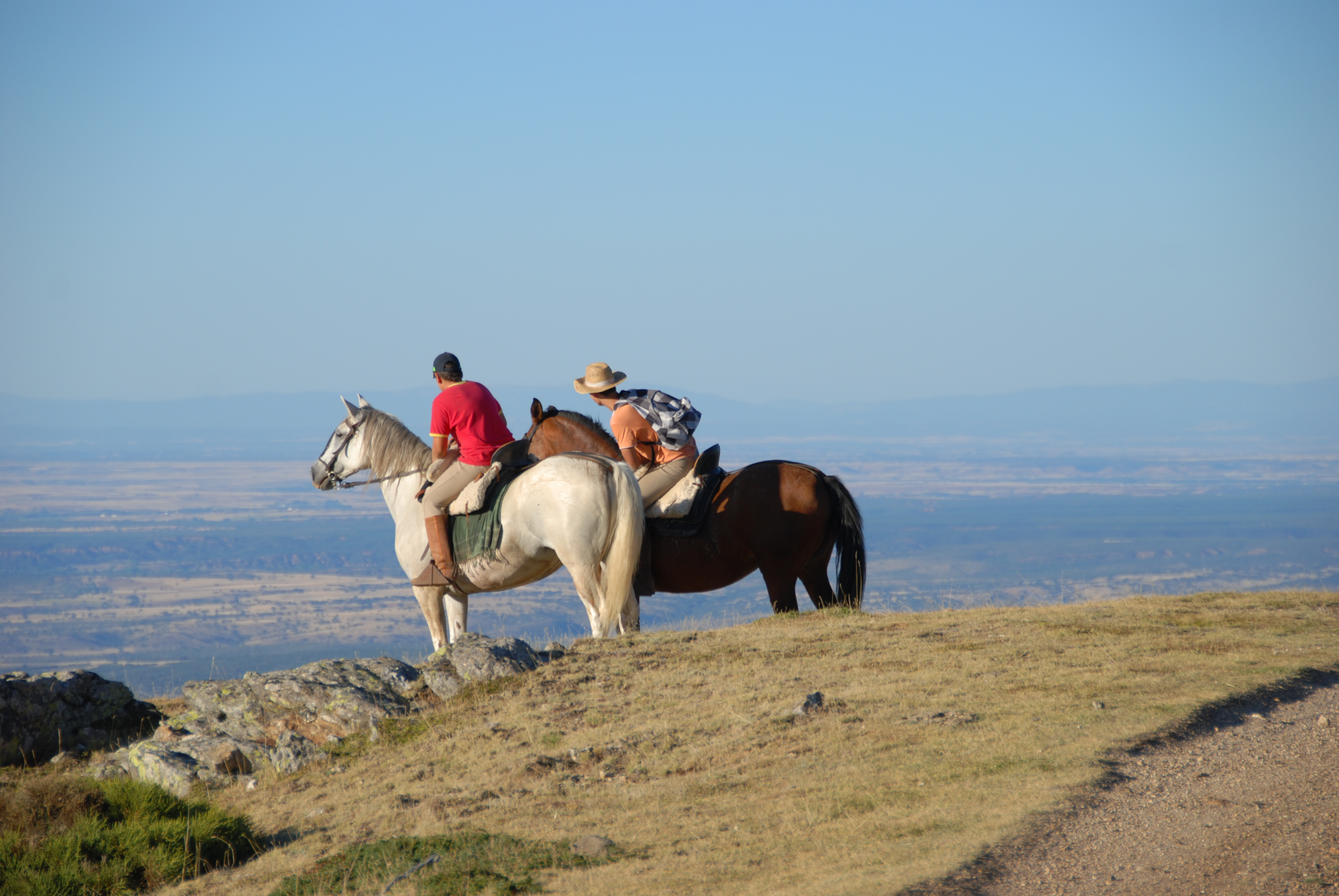
Vista del valle desde la cumbre de la sierra
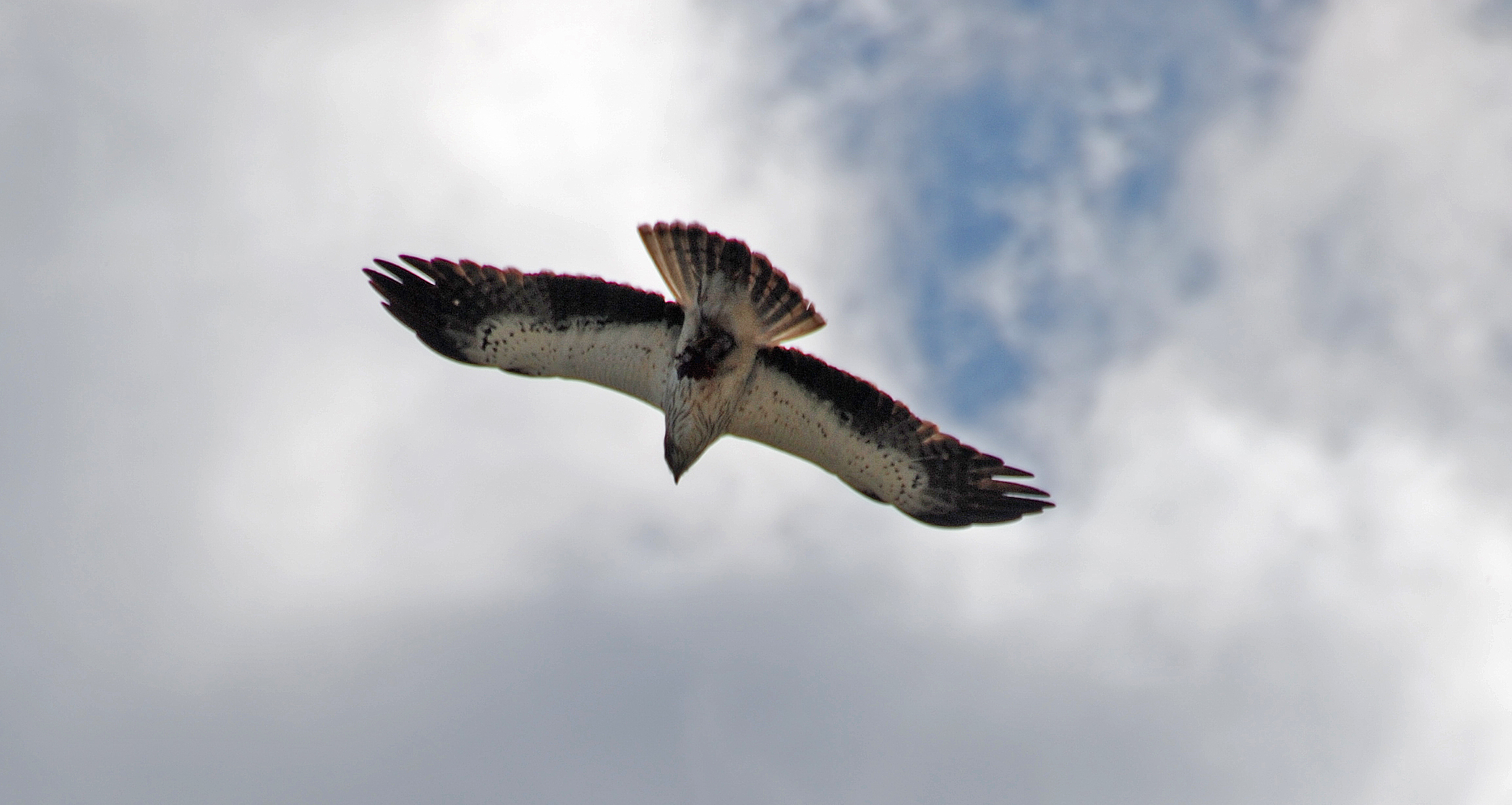
Águila calzada en los alrededores de Arcones

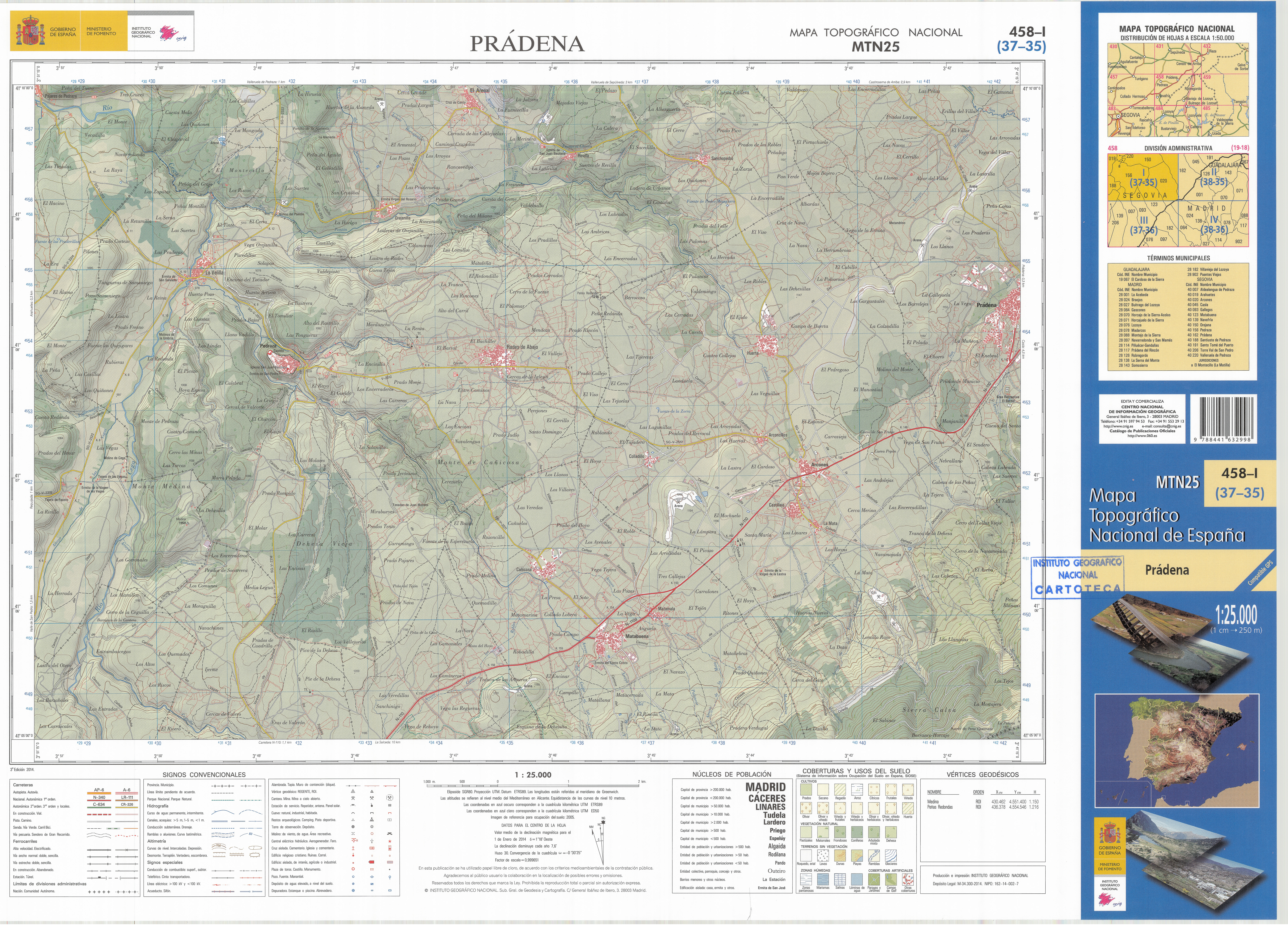
Fragmento de la hoja 458 del Mapa Topográfico Nacional de España de 2014 en el que se representa parte de Arcones

Integrado en la Comunidad de Villa y Tierra de Pedraza, se sitúa a 41 kilómetros de la capital provincial. El término municipal está atravesado por la carretera N-110} entre los pK 149 y 152 y por la carretera local SG-V-2512 que conecta con Pedraza. 
El relieve del municipio está caracterizado por la ladera occidental de los Montes Carpetanos, que pertenecen a la Sierra de Guadarrama, contando por ello con varios arroyos, siendo el más destacable el arroyo de la Calzada, tributario del río Pontón, afluente del Cega. Los picos más elevados, en el límite con la provincia de Madrid, son La Peñota (1761 metros) y Cerro del Jabinar (1858 metros). La altitud del municipio oscila entre los 1861 metros al sur, en los Montes Carpetanos, y los 990 metros a orillas del arroyo de la Calzada. El pueblo se alza a 1153 metros sobre el nivel del mar.
| Noroeste: Pedraza         | Norte: Orejana y Prádena                               | Noreste: Prádena |
| Oeste: Pedraza yMatabuena |                                                        | Este: Prádena    |
| Suroeste: Matabuena       | Sur: Braojos de la Sierra (Madrid) y Gascones (Madrid) | Sureste: Prádena |

## Demografía
Cuenta con una población de 180 habitantes (INE 2024).
| Gráfica de evolución demográfica de Arcones entre 1842 y 2021                                                         |
| |
| Población de derecho según los censos de población del INE. Población de hecho según los censos de población del INE. |

## Economía
La actividad económica de Arcones está ligada principalmente al turismo y la ganadería, aunque también existe en el término municipal una explotación minera de extracción a cielo abierto de sílices.

## Símbolos
El escudo heráldico y la bandera que representan al municipio fueron aprobados oficialmente el 23 de febrero de 2001. El escudo se blasona de la siguiente manera: 

«Escudo partido, el primero, en campo de sinople dos arcones funerarios de plata, puestos en palo; el segundo partido, el 1.º en campo de oro un enebro de sinople terrasado de lo mismo, el 2.º de gules con una oveja de plata; bordura componada de dieciséis piezas, ocho de oro y ocho de veros. Escudo timbrado con una corona real de oro.»
Boletín Oficial de Castilla y León nº 90/2001 de 10 de mayo de 2001

La descripción textual de la bandera es la siguiente:

«Paño cuadrado, de proporción 1/1, con una franja vertical blanca, en el borde del asta, de anchura 1/4 del total de la anchura del paño. El resto, de color verde, lleva sobrepuesto al centro el escudo del Ayuntamiento de Arcones.»
Boletín Oficial de Castilla y León nº 90/2001 de 10 de mayo de 2001

## Administración y política
| Periodo   | Nombre                                                              | Partido |
| --------- | ------------------------------------------------------------------- | ------- |
| 1979-1983 | Daniel Rodríguez Sanz                                               | AE      |
| 1983-1987 | Daniel Rodríguez Sanz                                               | PSOE    |
| 1987-1991 | Lino Ontoria García                                                 | PP      |
| 1991-1995 | Lino Ontoria García (1991-1994)José Luis Pérez González (1994-1995) | PP      |
| 1995-1999 | Antonio Rodríguez Rodríguez                                         | CDS     |
| 1999-2003 | María Pilar Sanz del Hoyo                                           | PP      |
| 2003-2007 | María Pilar Sanz Del Hoyo                                           | PP      |
| 2007-2011 | Julían Matesanz Gil                                                 | PSOE    |
| 2011-2015 | Laureana Martín Rodríguez                                           | PSOE    |
| 2015-2019 | Laureana Martín Rodríguez                                           | PSOE    |
| 2019-2023 | Laureana Martín Rodríguez                                           | PSOE    |
| 2023-act. | Víctor Rodríguez Sanz                                               | PSOE    |

## Cultura

### Patrimonio
- Iglesia de San Miguel, situada en el barrio de Arcones, donde también está el Ayuntamiento y el Centro Médico. algo rudimentaria pero de gran valor histórico por ser una de las más antiguas de la Comunidad de Villa y Tierra de Pedraza. Está formada por tres naves. Se celebra fiesta local a finales de septiembre, día de San Miguel Arcángel.
- Ermita de Nuestra Señora de la Lastra, situada en dirección a la sierra a 1 km al suroeste de Castillejo, en el paraje conocido como La Berrocosa. Esta virgen, cuya imagen tiene al niño cogido sobre sus rodillas, es venerada sobre todo en el mes de mayo, aunque los barrios celebran la fiesta el 8 de septiembre, en que la figura es llevada por las calles de Arcones para depositarla en la ermita al día siguiente.
- Ermita de Santa Cristina, en el barrio de Huerta.
- Ermita de San Roque, junto al cementerio en el barrio de Arcones.
- Iglesia de San Bartolomé, en Colladillo (Arcones) ruinas.

Como dato arqueológico, en el barrio de Castillejo se descubrieron en 1901 varias tumbas de piedra, por lo cual, y por el significado de su nombre, seguramente tuvo más importancia social y económica que de la que sus escasos habitantes gozan hoy.

### Fiestas
- El 15 de mayo, se celebra la Romería a San Isidro.
- El 3º sábado de junio, se celebran las Ferias-Fiestas del ganado.
- Del 15 al 24 de agosto, se celebra la semana cultural que comienza con las fiestas de Castillejo y culmina con las fiestas de Huerta.
- El 2º fin de semana de septiembre, se celebra la fiesta grande en honor a la Virgen de La Lastra (8 de septiembre).
- 29 de septiembre, se celebra la fiesta de San Miguel.

### Folclore y costumbres
- Danza de palos y de cintas en la cual participan los jóvenes del pueblo.
- En carnavales se hace una preciosa tradición en la cual los quintos se visten de mozos (toreros) y otros de vaquilla, entre los cuales andan los tripudos... y demás gente del pueblo disfrazados.